# Yeonmu-dong
Yeonmu-dong (koreanska: 연무동) är en stadsdel i staden Suwon i provinsen Gyeonggi i den nordvästra delen av Sydkorea, 27 km söder om huvudstaden Seoul.  Den ligger i stadsdistriktet Jangan-gu.